# Hiraea sclerophylla
Hiraea sclerophylla är en tvåhjärtbladig växtart som beskrevs av José Cuatrecasas. Hiraea sclerophylla ingår i släktet Hiraea och familjen Malpighiaceae. Inga underarter finns listade i Catalogue of Life.